# Tô Kim Hồng
NSƯT Tô Kim Hồng (sinh năm 1950) là một nữ nghệ sĩ cải lương tài sắc người Việt Nam. Bà được công chúng biết đến nhiều hơn qua những vai diễn như "Phương Thành" trong "Áo cưới trước cổng chùa" và "Bà Huyện" trong "Ngao sò ốc hến". Bà được Nhà nước Việt Nam phong tặng danh hiệu Nghệ sĩ Ưu tú năm 1993. Bà còn được gọi là Người đẹp cải lương Tô Kim Hồng vì nhan sắc của mình. 

## Tiểu sử
Tô Kim Hồng sinh năm 1950 ở Cần Thơ. Bà là con gái của nhạc sĩ tài hoa Kim Anh. Vai diễn đầu tiên của bà trên sân khấu đoàn Thủ Đô là vai hoàng hậu trong vở "Đêm hờn trong cung lạnh". Ở đoàn Thủ Đô được ba năm, bà theo cha về đoàn Kim Chung 5, Kim Chung 6, Kim Chung 2, sau đó về Thái Dương... Khi bà về đoàn Kim Chung 5 - một trong những đại bang lúc bấy giờ, bà được giao vai độc, lẳng. Đó là vai nàng công chúa trong vở "Thằng điên và nàng công chúa". Vai diễn này đã mang lại cho bà thành công nhất định. Năm 1972, bà đoạt giải Kim Khánh với danh hiệu "Người đẹp cải lương".
Sau năm 1975, trên sân khấu đoàn cải lương Sài Gòn 1, Tô Kim Hồng tiếp tục gây tiếng vang với khả năng diễn xuất đa dạng qua các vai như: Điêu Thuyền vở Phụng Nghi Đình, Lưu Yến Ngọc vở Mạnh Lệ Quân, Hạnh vở Trăng lên đỉnh núi, bà Huyện vở Ngao Sò Ốc Hến... Ở sân khấu đoàn 2.84, Tô Kim Hồng lại có những vai diễn gắn liền với tên tuổi của mình như: Phồn Y vở Lôi Vũ, Phương Thành vở Áo cưới trước cổng chùa. Năm 1993, Tô Kim Hồng nhận danh hiệu Nghệ sĩ ưu tú.

## Gia đình
Bà lập gia đình với Nghệ sĩ Ưu tú Nam Hùng. Cả hai bén duyên từ khi cùng tham gia biểu diễn ở đoàn cải lương Sài Gòn 1.

## Các vai diễn nổi bật

### Cải lương
- Áo cưới trước cổng chùa (vai Phương Thành)
- Đêm hờn trong cung lạnh (vai Hoàng hậu)
- Ngao Sò Ốc Hến (vai Bà Huyện)
- Thằng điên và nàng công chúa (vai Công chúa)
- Trăng lên đỉnh núi (vai Hạnh)
- Phụng Nghi Đình (vai Điêu Thuyền)
- Mạnh Lệ Quân (vai Lưu Yến Ngọc)
- Lôi Vũ (vai Phồn Y)

### Phim truyền hình
| Năm  | Tựa phim    | Vai diễn         | Đạo diễn    | Kênh | Nguồn |
| ---- | ----------- | ---------------- | ----------- | ---- | ----- |
| 2012 | Tình ca cao | Bà Nội Minh Long | Hồ Ngọc Xum | HTV9 | [ 4 ] |

Danh sách này không đầy đủ, bạn cũng có thể giúp mở rộng danh sách.